# Есунга (община)
Община Есунга (на шведски: Essunga kommun) е разположена в лен Вестра Йоталанд, югозападна Швеция с обща площ 237 km2 и население 5494 души (към 31 декември 2013). Административен център на община Есунга е град Носебру.